# Ковінгтон (Джорджія)
Ковінгтон (англ. Covington) — місто (англ. city) в США, в окрузі Ньютон штату Джорджія. Населення — 14 192 особи (2020).

## Географія
Ковінгтон розташований за координатами 33°36′18″ пн. ш. 83°50′51″ зх. д. / 33.60500° пн. ш. 83.84750° зх. д. (33.605079, -83.847436).  За даними Бюро перепису населення США в 2010 році місто мало площу 40,63 км², з яких 40,04 км² — суходіл та 0,58 км² — водойми.

### Клімат
| Клімат : Ковінгтон      | Клімат : Ковінгтон | Клімат : Ковінгтон | Клімат : Ковінгтон | Клімат : Ковінгтон | Клімат : Ковінгтон | Клімат : Ковінгтон | Клімат : Ковінгтон | Клімат : Ковінгтон | Клімат : Ковінгтон | Клімат : Ковінгтон | Клімат : Ковінгтон | Клімат : Ковінгтон | Клімат : Ковінгтон |
| Показник                | Січ.               | Лют.               | Бер.               | Квіт.              | Трав.              | Черв.              | Лип.               | Серп.              | Вер.               | Жовт.              | Лист.              | Груд.              | Рік                |
| Абсолютний максимум, °C | 27,2               | 31,1               | 32,2               | 35,0               | 37,8               | 40,6               | 43,3               | 40,6               | 39,4               | 36,7               | 30,6               | 26,1               | 43,3               |
| Середній максимум, °C   | 11,6               | 14,1               | 18,7               | 23,1               | 27,3               | 30,8               | 32,2               | 31,6               | 28,5               | 23,1               | 18,0               | 12,6               | 22,6               |
| Середня температура, °C | 5,8                | 7,9                | 12,0               | 16,2               | 20,8               | 24,9               | 26,6               | 26,2               | 22,8               | 16,9               | 11,7               | 6,9                | 16,6               |
| Середній мінімум, °C    | 0,0                | 1,9                | 5,3                | 9,2                | 14,3               | 19,1               | 21,0               | 20,8               | 17,2               | 10,8               | 5,4                | 1,2                | 10,5               |
| Абсолютний мінімум, °C  | −21,7              | −23,3              | −12,8              | −4,4               | −0,6               | 6,7                | 11,1               | 10,6               | 1,1                | −5                 | −15                | −17,8              | −23,3              |
| Норма опадів, мм        | 107                | 120                | 123                | 81                 | 82                 | 107                | 114                | 107                | 103                | 83                 | 100                | 103                | 1230               |
| ----------------------- | ------------------ | ------------------ | ------------------ | ------------------ | ------------------ | ------------------ | ------------------ | ------------------ | ------------------ | ------------------ | ------------------ | ------------------ | ------------------ |
| Джерело:                |                    |                    |                    |                    |                    |                    |                    |                    |                    |                    |                    |                    |                    |

## Демографія
Згідно з переписом 2010 року, у місті мешкало 13 118 осіб у 4767 домогосподарствах у складі 3062 родин. Густота населення становила 323 особи/км².  Було 5526 помешкань (136/км²).
Расовий склад населення:
| - 47,4 % — чорних або афроамериканців - 46,8 % — білих - 0,7 % — азіатів - 0,2 % — корінних американців - 0,1 % — вихідців з тихоокеанських островів - 3,0 % — осіб інших рас |

До двох чи більше рас належало 1,8 %. Частка іспаномовних становила 5,5 % від усіх жителів.
За віковим діапазоном населення розподілялося таким чином: 26,6 % — особи молодші 18 років, 59,8 % — особи у віці 18—64 років, 13,6 % — особи у віці 65 років та старші. Медіана віку мешканця становила 34,7 року. На 100 осіб жіночої статі у місті припадало 89,6 чоловіків;  на 100 жінок у віці від 18 років та старших — 84,4 чоловіків також старших 18 років.
Середній дохід на одне домашнє господарство  становив 51 614 долари США (медіана — 36 678), а середній дохід на одну сім'ю — 58 135 доларів (медіана — 46 299). Медіана доходів становила 47 785 доларів для чоловіків та 26 427 доларів для жінок. За межею бідності перебувало 25,1 % осіб, у тому числі 43,0 % дітей у віці до 18 років та 20,0 % осіб у віці 65 років та старших.
Цивільне працевлаштоване населення становило 5863 особи. Основні галузі зайнятості: освіта, охорона здоров'я та соціальна допомога — 22,9 %, виробництво — 14,7 %, роздрібна торгівля — 14,6 %.